# Проектът Х
„Проектът Х“ (на английски: Project X) е американска комедия от 2012 г. на режисьора Нима Нуризаде. В него се разказва за тримата приятели Томас, Коста и Джей Би, които планират да станат популярни, като организират парти, но планът им бързо излиза извън контрол.